# Dennis Blake
Dennis Anthony Blake (né le 6 septembre 1970 dans la Paroisse de Saint Elizabeth) est un athlète jamaïcain spécialiste du 400 mètres. Il obtint ses meilleurs résultats, dont une médaille olympique, lors de relais 4 × 400 mètres.

## Carrière

### Palmarès
| Date | Compétition           | Lieu          | Résultat | Performance   |
| ---- | --------------------- | ------------- | -------- | ------------- |
| 1993 | Championnats CAC      | Cali          | 2e       | 46 s 05       |
| 1993 | Championnats CAC      | Cali          | 1re      | 3 min 02 s 57 |
| 1993 | Championnats du monde | Stuttgart     | 7e       | 3 min 01 s 44 |
| 1994 | Jeux du Commonwealth  | Victoria      | 2e       | 3 min 02 s 32 |
| 1995 | Jeux panaméricains    | Mar del Plata | 2e       | 3 min 02 s 11 |
| 1996 | Jeux olympiques d'été | Atlanta       | 3e       | 2 min 59 s 42 |

### Records
| Épreuve    | Performance | Lieu        | Date         |
| ---------- | ----------- | ----------- | ------------ |
| 400 mètres | 45 s 68     | Chapel Hill | 18 juin 2000 |